# Aluísio Francisco da Luz
Aluísio Francisco da Luz (portuguès: Índio)  (Cabedelo, 1 de març de 1931 - 19 d'abril de 2020), més conegut com a Índio, fou un futbolista brasiler de les dècades de 1950 i 1960.

## Trajectòria
Destacà a diversos clubs brasilers com Bangu, Flamengo, Corinthians i América. Amb el Flamengo guanyà tres campionats estatals. Jugà al RCD Espanyol a finals dels anys 1950 i inici de 1960. Fou internacional amb Brasil.

## Palmarès
- Torneio Início do Campeonato Carioca: 2

Flamengo : 1951, 1952
- Campionat carioca: 3

Flamengo : 1953, 1954, 1955